# Колодезникова, Аяника Николаевна
Аяника Николаевна Колодезникова (урожд. Кычкина, род. 26.05.1998) — российская шашистка, специализирующаяся на международных шашках. Чемпионка мира среди девушек (2017). Чемпионка Европы среди девушек (2016). В 13 лет выиграла бронзовую медаль Всемирных интеллектуальных играх 2012 года в быстрой программе у женщин (Рапид — женщины), участвовала в чемпионате Европы (2012). В 14 лет выиграла бронзу командного чемпионата России в составе сборной Республики Саха (2013, блиц). Член сборной России. 
Мастер ФМЖД среди женщин. Проживает в селе Чурапча.
Участница чемпионатов России (2010 — блиц, 2011 — рапид), 2012 (блиц, рапид), 2013 (блиц, рапид), Кубков России (2013 блиц, рапид.
В русских шашках играла на Кубке России 2010 года (блиц, рапид).
Учится в ЧГИФКиС.